# Calomelano
El  calomelano es un mineral formado por cloruro de mercurio, Hg2Cl2, conocido antiguamente como mercurio córneo, que se forma por alteración del cinabrio, del metacinabrio y de otros sulfuros que contienen mercurio en algunos de sus yacimientos. Fue descubierto por primera vez a mediados del siglo XVIII en Moschellandsberg, Alsenz-Obermoschel, Palatinado (Alemania), que consecuentemente se considera su localidad tipo. Su nombre viene del griego kalos (hermoso) y melas (negro) debido a su cambio de coloración al reaccionar con amoniaco. Debido a esto el amoniaco se usa como prueba de detección de Hg(I). Es un mineral raro, que se ha encontrado en varias decenas de yacimientos, pero generalmente sólo de forma muy ocasional, en puntos concretos de la mineralización.

## Medicina
La sustancia más tarde denominada calomelano se documenta por primera vez en Persia por el médico Al-Razi después de 850. En la medicina occidental entró por primera vez en 1608, cuando Oswald Croll escribió sobre su preparación en Tyroncium Chemicum. El nombre le fue dado en 1655 por el médico Théodore de Mayerne.
El calomelano fue un medicamento muy popular durante la época victoriana y, considerado una panacea, fue usado como tratamiento para una amplísima variedad de padecimientos, incluidos bronquitis, sífilis, cólera, tuberculosis, gota, cáncer, gripe, uñas encarnadas y el dolor por la dentición infantil; durante la Guerra de Secesión estadounidense fue consumido masivamente por los soldados en forma de píldoras azules. En esta píldora solía mezclarse con un ingrediente dulce, como regaliz o azúcar, para hacerla más digerible. Debido a la falta de estandarización, no se sabía la cantidad de cloruro mercuroso que se suministraba por píldora.

### Usos
El calomelano se comercializaba también como un agente purgante para aliviar el estreñimiento; sin embargo, los médicos de la época no tenían idea de cuál era su mecanismo de acción. Sus propiedades terapéuticas fueron descubiertas de forma empírica.
Se observó que con pequeñas dosis el calomel actuaba como laxante, mientras que con dosis más grandes su efecto era sedante.
Durante el siglo XIX el calomelano se usó para tratar enfermedades como las paperas, fiebre tifoidea y padecimientos del tracto gastrointestinal como estreñimiento, disentería y vómito. Ya que el calomel reblandecía las encías, el calomelano fue usado como tratamiento en la dentición infantil hasta mediados de siglo. En consecuencia, los bebés a los que se les suministraba calomel con frecuencia sufrían de acrodinia.
Los efectos del calomelano con frecuencia empeoraban la diarrea asociada a la disentería que pretendía tratar actuando como catalizador y acelerando los efectos de la deshidratación. Una víctima de esto fue Alvin Smith, hermano mayor de Joseph Smith, fundador de la Iglesia de Jesucristo de los Santos de los Últimos Días. También fue usado por Charles Darwin para tratar la infección gastrointestinal severa que sufría, modernamente identificada como enfermedad de Crohn. Aunque todavía empleado hasta bien entrada la década de 1890, con el tiempo se determinó que el calomelano causaba más daño que bien, además de que sus efectos secundarios eran peores que las enfermedades que trataba. Así, se descontinuó su uso terapéutico.

## Propiedades químicas
El calomelano un polvo blanco en su estado puro. Al exponerse a la luz, o en presencia de impurezas, adquiere una coloración oscura. La composición química del calomelano tiene la fórmula Hg2Cl2. Según la vía de administración, afecta el cuerpo de distintas formas. De forma oral, el calomelano daña principalmente el recubrimiento del tracto gastrointestinal. El calomelano, como otras sales de mercurio, es insoluble en agua; por lo tanto, no se absorbe bien en la pared del intestino delgado. Parte del calomelano en el sistema digestivo puede oxidarse a un estado con mayor capacidad de absorción por el intestino, pero la mayor parte no. La mayor parte del calomelano ingerido es excretado a través de la orina y las heces.
Los vapores del calomelano son mucho más tóxicos. Como otras formas de mercurio vaporizado, este entra al torrente sanguíneo a través del sistema respiratorio y el mercurio se enlaza a los aminoácidos metionina, cisteína, homocisteína y taurina, debido a la alta afinidad del mercurio por el azufre presente en estos aminoácidos. Es capaz de cruzar la barrera hematoencefálica y acumularse en el cerebro. El mercurio también tiene la capacidad de atravesar la placenta y dañar al feto de una madre que toma calomelano.

### Electroquímica
El calomelano se utiliza como interfase entre el mercurio metálico y una solución de cloruro en un electrodo de calomelanos, un electrodo de referencia que se utiliza para medir pH y potenciales eléctricos en disolución.

## Obtención
El calomelano se puede preparar por dos formas: sublimación y precipitación. Al principio el calomelano se fabricaba por sublimación, lo que produce un polvo blanco muy fino. Algunos defendían que cuanto más veces se sublimaba el calomelano, se obtenía un producto más puro; otros argumentaban que esto causaba una pérdida de sus propiedades terapéuticas. En 1788, el farmacólogo Carl Wilhelm Scheele presentó un método para preparar calomel precipitado. Este método ganó popularidad en la industria farmacéutica porque era una forma de producción más barata y segura.

## Yacimientos
En la naturaleza, el calomelano está asociado prácticamente siempre con el mercurio nativo, y de esta forma apareció en la mina de Almadenejos, en Ciudad Real, España. En el Museo de la Escuela de Ingenieros de Minas de Madrid, se conserva el que se considera mejor ejemplar obtenido en el mundo de este mineral. Otra localidad importante es Terlingua, en el condado de Brwster, Texas, Estados Unidos, en la que aparece, como cristales prismáticos cavernosos, con tamaños de varios milímetros, y excepcionalmente de hasta 1 cm, junto con otros minerales secundarios raros de mercurio, como la terlinguaita, la montroydita y la eglestonita. En la mina San Juan Nepomuceno, en El Doctor, Querétaro, México, se encontraron también ejemplares notables de este mineral.